# Gino Borgiani
Gino Borgiani (1923 – 1992) è stato un politico italiano Presidente della Provincia di Ancona.

## Biografia
Gino Borgiani figlio di Giuseppe Borgiani Provveditore agli studi e Amalia Melchiorre.
Laureatosi in legge e filosofia fu noto avvocato penalista cassazionista a Jesi in Provincia di Ancona. È stato Segretario Confederale C.G.I.L di Macerata e Segretario di Jesi dove creò il primo sindacato autonomo nel 1949. Fu eletto Consigliere Comunale, Provinciale ed Assessore alla Pubblica Istruzione.
Negli anni ottanta fu Presidente degli ospedali riuniti di Jesi e della Unità sanitaria locale n. 10.
Nel 1988 fonda la Fondazione Federico II Hohenstaufen Jesi Onlus che nacque a sua volta dal Comitato Italo Germanico per l'erezione a Jesi di un monumento a Federico II, costituito sempre dall’Avv. Gino Borgiani, che aveva notato come Jesi non avesse saputo sfruttare convenientemente la fortunata circostanza di aver dato i natali a tanto personaggio e come non esistesse nella città altro segno della presenza di Federico II se non una lapide nella piazza dove nacque, a lui intestata.
Prematuramente scomparso all’età di 69 anni lascia la moglie Sandra Scaloni e suo figlio Joseph Borgiani.